# Trimma winchi
Trimma winchi är en fiskart som beskrevs av Winterbottom, 1984. Trimma winchi ingår i släktet Trimma och familjen smörbultsfiskar. Inga underarter finns listade i Catalogue of Life.